# パナソニックのヘッドホンステレオ
当稿では松下電器産業（現・パナソニックホールディングス）から販売されていたカセット式ヘッドホンステレオについて説明する。

## ヘッドホンステレオ一覧

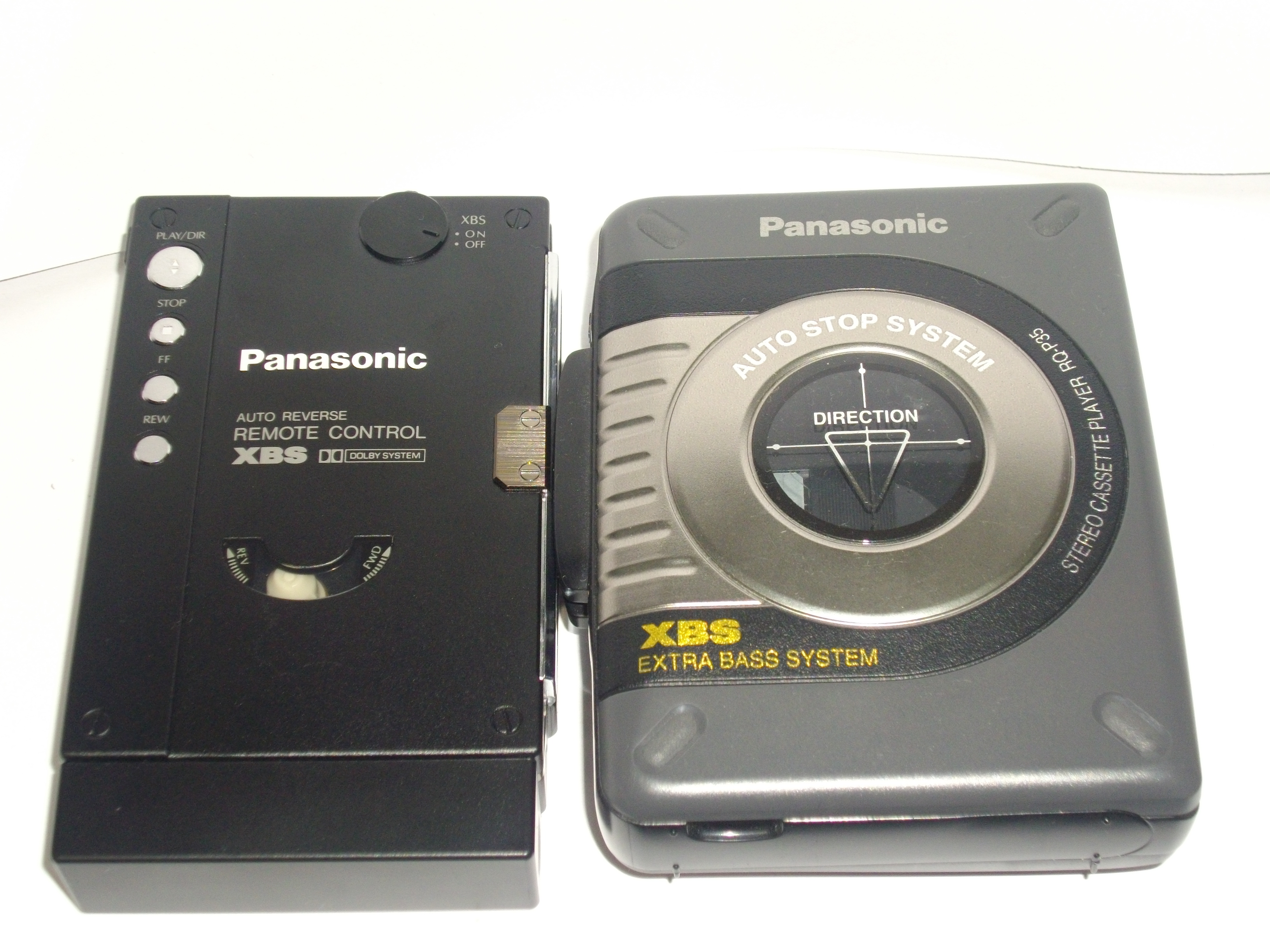
パナソニック製ヘッドホンステレオ RQ-JA160とRQ-P35

### RQ-Jシリーズ
- RQ-J6[1]
  - 1982年発売。
- RQ-J36[1]
  - 1982年発売。
- RQ-J9[1]
  - 1982年発売。
- RQ-J2[1]
  - 1983年発売。ワールドWayシリーズ
- RQ-J7[1]
  - 1984年発売。オートリバース搭載。
- RQ-J8[2]
  - 1985年発売。オートリバース搭載。
- RQ-J20X 
  - dbxノイズリダクションシステム付きモデル。再生専用機。
- RQ-J30[3]
  - 1989年発売。XBS、ドルビーB搭載。早聞き再生(+30%)、リピート再生機能搭載。AR40メカ
- RQ-J40F[3]
  - 1989年発売。3バンドチューナー搭載の録再オートリバース。多機能シグナルリモコン、XBS搭載。AR40Rメカ
- RQ-J55
- RQ-J70F　
  - 外付けチューナーパックによるラジオ放送受信が可能
- RQ-J75

### RQ-JAシリーズ
- RQ-JA5[2]
  - 1985年発売。オートリバース搭載。
- RQ-JA2[2]
  - 1986年発売。オートリバース、ドルビー搭載。メタル対応。
- RQ-JA100[2]
  - 1986年発売。初の充電池対応モデル。
- RQ-JA3[4]
  - 1986年発売。
- RQ-JA6[4]
  - 1986年発売。プリセットイコイライザ搭載。
- RQ-JA65[4]
  - 1986年発売。
- RQ-JA74
  - XBS、ドルビーB、3バンドグラフィックイコライザ搭載モデル
- RQ-JA150[5]
  - 1987年発売。
- RQ-JA155[5]
  - 1987年発売。RQ-JA160の姉妹機で基本性能は同じだが、丸みを帯びたデザインである。
- RQ-JA160[5]
  - 1987年発売。カセットケースサイズで再生専用。XBS初搭載のモデル。オートリバース、テープセレクタ、ドルビーB対応。外付け電池ケースもしくはRP-BP90/RP-BP105形ガム電池にて動作する。1ボタン式のリモコン付きイヤホン及び充電器も付属する。角ばったデザインである。
- RQ-JA52
  - 1988年発売。再生専用の廉価モデル

### RQ-SAシリーズ
- RQ-SA200[4]
  - 1986年発売。
- RQ-SA14[4]
  - 1986年発売。
- RQ-SA15[4]
  - 1986年発売。RQ-JA2に3バンドチューナーを搭載したモデル。
- RQ-SA250[5]
  - 1987年発売。3バンドチューナー搭載。
- RQ-SA270[5]
  - 1987年発売。XBS搭載。
- RQ-SA255[5]
  - 1987年発売。3バンドチューナー搭載。
- RQ-SA73[6]
  - 1987年発売。3バンドチューナー搭載。

### RQ-Sシリーズ
- RQ-S1[5]
  - 1989年4月発売。体積比でカセットケースより小さいコンパクト設計。AR90メカを採用し、ドルビーB NR、および最高20kHzまでの周波数特性を実現するために再生ヘッドをナローギャップ化されたファインギャップ・ハードパーマロイヘッドを採用。
- RQ-S1D
  - 松下電器創業70周年記念モデルで、S1をベースにしたモデルである。本体のPanasonic文字が金色に変更され、専用箱が付属。
- RQ-S3[5]
  - 1989年発売。S1のデザイン変更モデルで、S-XBSとシグナルリモコンを搭載。
- RQ-S5[5]
  - 1989年5月発売。ドルビーB/C NRとファインギャップ・ハードパーマロイヘッドを採用。
- RQ-S5V[6]
  - 1989年6月発売。合計21局まで記憶できるデジタルチューナーを搭載したチューナー付き。
- RQ-S7F[6]
  - 1989年8月発売。S5Vに録音機能を付加したモデルで、合計21局まで記憶できるデジタルチューナー搭載し、ファインギャップ・ハードパーマロイヘッドを採用。
- RQ-S7R[6]
  - 1989年8月発売。S7Fからチューナーを除いたモデル。
- RQ-S8[6]
  - 1989年9月発売。充電池＆乾電池内蔵可能のハード＆タフ設計。急速充電器付属。
- RQ-S4[6]
  - 1989年12月発売。メカニズムの動作や時刻がわかる本体液晶内蔵。
- RQ-S6
  - 1990年1月発売。本体液晶内蔵しドルビーB&Cを採用。
- RQ-S11
  - 1990年2月に発売され、トラック方式はステレオを採用。フルロジックメカ構造を採用し、シグナルリモコンを搭載。
- RQ-S33
  - 1990年3月発売。4トラック2CHステレオに対応し、急速充電器を付属。電車ポジション初搭載。
- RQ-S55[3]
  - 1990年4月発売。ファインギャップ・アモルファスヘッドとドルビーB&Cを採用し、4トラック2CHステレオに対応。
- RQ-S88[3]
  - 1990年8月発売。充電池＆乾電池内蔵可能の衝撃に強いタフ設計。
- RQ-S55V[3]
  - 1990年10月発売。ワールドワードチューナー、エリアバンク搭載。時計機能付き。
- RQ-S77F
  - 1990年11月発売。RQ-S55Vに録音機能を付加したモデル。UロードHi-Fiインサイドホンを採用。
- RQ-S45[3]
  - 1990年11月発売。液晶型の見えるリモコンを搭載し、UロードHi-Fiインサイドホン初採用。2フェイスデザインを採用し、初めてボタン配置が本体背面に変更された。
- RQ-S65[3]
  - 1990年11月発売。S45の上位版で高音質設計でドルビーB&Cを採用。
- RQ-S15[3]
  - 1991年2月発売。ファインギャップ・ハードパーマロイヘッドと電車ポジションを搭載。このモデルから廉価モデルにも4トラック2CHステレオに対応。
- RQ-S35[3]
  - 1991年6月発売。ライブポジション、街角ポジション、ツインローターモーター初搭載。「5つの音ヂカラ」のキャッチコピーがつけられた。ASC（アメニティ・サウンド・コントロール）リモコンを搭載し、ASCとS-XBSとライブポジションの組み合わせにより、EQは全18種類の組み合わせが可能である。
- RQ-S35V[3]
  - 1991年7月発売。RQ-S35にチューナーを付与。
- RQ-S75F[7]
  - 1991年7月発売。RQ-S77Fにリモコンでの録音時の一時停止コマンドとリモコン独自のHOLDキーが追加されたモデル。S77Fとは異なり、Uロードインサイドホンを採用している。
- RQ-S60[7]
  - 1991年11月発売。液晶型の音見えリモコンを搭載。S-XBSは従来の2段階から1段階に変更され、全てのEQはASC EQボタンに集約された。シェイプアップフォルムを採用し、このモデル以降は本体のボタン配置が本体背面になっている。
- RQ-S80[7]
  - 1991年11月発売。S60の上位版で、二重塗装しドルビーCと12LC・ハードパーマロイヘッドを搭載して音質を追求したフラッグシップモデルで、ドルビーB&Cはこのモデルで最後となる。
- RQ-S60V[7]
  - 1991年12月発売。RQ-S60にチューナーと「局見えリモコン」を搭載。
- RQ-S20[7]
  - 1992年3月発売。急速充電器を付属。本体の色は、海を彩る3種類のパターンが用意された。ヘッドホンステレオとしては、最後のシグナルリモコン搭載モデルで、Uロードインサイドホンを採用した。
- RQ-S40[7]
  - 1992年6月発売。シェルロック初搭載。シェルロックは、フタのロック、テープの走行を安定させるカセットスタビライザー、フタのガタツキを抑える肉厚リンクアングル、1mm厚の頑丈なアルミカセットフタ等、カセットテープを安定して再生できる構造の総称である。尚、カセットオープンドアはこのモデルよりデザインが変更され、シェルロック搭載モデルとそうでないモデルとの区別ができるようになっている。S-XBSと電車ポジションとの切り替えが可能な新ASCリモコンを搭載。
- RQ-S40V[7]
  - 1992年6月発売。RQ-S40のチューナー付きモデル。チューナー付きでは発売当時世界最薄モデルで、不揮発性メモリーICを搭載したことで、リチウムボタン電池が不要となった。
- RQ-S90F[7]
  - 1992年8月発売。S40Vに録音機能を付加した発売当時業界最薄モデルで、新ASCリモコン（録音対応）搭載。
- RQ-S90R[7]
  - 1992年10月発売。S90Fにチューナーを除いたモデル。室内ポジションはこのモデルで最後となる。
- RQ-S70[7]
  - 1992年11月発売。deruカセ（スライディングカセット）、TPS（頭出し機能）初搭載。シェルロックは、新たにダブル肉厚リンクアングルとツインヘッドスタビライザーが追加され、deruカセ搭載に伴いカセットスタビライザーが除かれた。この機種から室内ポジションが搭載されなくなり、充電器も急速タイプでなくなった。新・音見えリモコンを搭載した最後の街角ポジション採用モデルである。
- RQ-S85[7]
  - 1992年11月発売。S70の特徴に加え、ワイヤレス型のポケットリモコンを搭載し、からみにくいヘッドホンコードを初採用。
- RQ-S25[8]
  - 1993年2月発売。すっきりリモコンを初搭載。付属の乾電池ケースはリニューアルされ、装着時においても乾電池の交換が可能になった。
- RQ-S50
  - 1993年6月発売。テープの早送り・巻戻しの高速化、3曲TPS（通称さるとびサーチ）、3キーのアクセスリモコン、キュー&レビュー、テープ残量が確認できる透明窓、ブランクスキップ初搭載。シェルロックは、カセットスタビライザー、肉厚リンクアングルが復刻。この機種から、オープンドアの配置が右寄りに変更され、本体操作時にもビープ音が鳴るようになった。本体背面にアクセスランプを搭載。
- RQ-S50V[8]
  - 1993年6月発売。本体背面にアクセス状態が確認できる液晶画面を採用し、チューナー付きでは発売当時世界最薄モデル。
- RQ-S70V[8]
  - 1993年8月発売。S50Vの特徴に加え、AMステレオ放送受信に対応。
- RQ-S75[8]
  - 1993年10月発売。おまかせホールド、ぴったりホン初採用。deruカセ構造で1曲TPSに対応し、ブランクスキップを搭載。新液晶リモコンを採用。
- RQ-S75H[8]
  - 1993年11月発売。S75の迷彩パターンデザインに、ニッケル水素充電池を初めて付属。
- RQ-S95[8]
  - 1993年11月発売。本体への格納が可能なワイヤレス型のコバンザメリモコンを搭載。
- RQ-S30[8]
  - 1994年3月発売。すっきりリモコン、TPS機能搭載。廉価モデルにもぴったりホンが採用されるようになった。

### RQ-SXシリーズ
- RQ-SX3[8]
  - 1994年6月発売。TORUカセと1曲リピート初採用。SX3は新アクセスリモコンを搭載し、さるとびサーチ（3曲TPS）、ブランクスキップを採用。このモデルよりライブポジションとの併用が出来なくなる。TORUカセを採用している数少ないモデルである。TORUカセは、本体の薄型化及びカセットの取り出しやすさを両立して開発されたが、deruカセ搭載モデルの薄型化が可能であったことやTORUカセ機構でのテープの取り出しが扱いにくかったことから、deruカセ機構の置き換えまでには至らずに短命に終わった。
- RQ-SX1V[8]
  - 1994年6月発売。すっきりリモコンを搭載し、発売当時業界初の地域名表示付きオートエリアバンク（ローマ字で6文字分まで表示）とオートメモリーに対応したチューナー付きモデルで、さるとびサーチには対応せず1曲TPS、ブランクスキップを搭載。RQ-BP61/RQ-BP80Hガム電池使用。
- RQ-SX5
  - 1994年10月発売。バイブレーションサウンドを採用し、おまかせホールド、deruカセ機構、ブランクスキップ、1曲リピート、さるとびサーチ（3曲TPS）搭載。本体のボタン配置は、RQ-S35以来久しぶりに本体上面に配置された。これにより、deruカセ機構搭載機種でありながら、従来機種に比べて薄型化に成功した。SX5はアクセス液晶リモコンを付属し、クリップもワニグチ型が採用された。
- RQ-SX7
  - 1994年10月発売。本体に格納可能なコバンザメリモコンを採用。
- RQ-SX5V
  - 1994年11月発売。RQ-SX5にチューナー付与。アクセス液晶リモコンを付属し、本体液晶・本体ボタンは本体背面に設置され、地域名表示付きオートエリアバンクとオートメモリー対応。当社の液晶リモコンを搭載したチューナー付モデルでは、RQ-S60V以来の登場である。deruカセ機構搭載機種の薄型化に伴い、これまでは不可能だったderuカセ機構とチューナーの共存が可能になった。
- RQ-SX33
  - 1995年2月発売。ELバックライト&蓄光材採用の光る液晶リモコン（光るリモコン）、抗菌対応ぴったりホン、イントロスキャンを初採用。deruカセ機構、ブランクスキップ、1曲リピート、さるとびサーチを搭載し、TPSは最大9曲まで対応。このモデルからライブポジションに非対応。
  - 前年にソニーから発売されたウォークマンWM-EX1がヒットしたことを受けて、ラインナップの見直しが図られた。このモデルではトップモデルと遜色ないほど大幅に機能が追加された。
- RQ-SX11
  - 1995年3月発売。オールアルミキャビネット、すっきりリモコン、抗菌対応ぴったりホンを採用。前後1曲TPSを搭載した廉価モデル。
- RQ-SX22V
  - 1995年6月発売。光るリモコン、ぴったりホン（抗菌対応）を採用。前後3曲高速頭出しさるとびサーチ採用。地域名表示付きオートエリアバンクとオートメモリー対応。このモデルがRQ-S1から続くAR90系メカを使用した最後のモデルとなる。
- RQ-SX55
  - 1995年9月発売。ジョイントホン、新ぴったりホン（抗菌対応）、クイックderuカセ機構、電池残量チェック機能、左右のリールの回転差を検知して巻き上げテンションを可変する32倍速高速サーチを初搭載。光るリモコンがリニューアルされた。カセットオープンドアがS60以来のスライドタイプに変更された。連続再生時間は45時間(ガム型ニッケル水素電池とアルカリ乾電池の併用時)。このモデルからロジック系最終モデル（RQ-SX59）までAR10系メカを使用している。
  - トップモデルに位置付けられたこの機種では、RQ-SX33と比較して大幅に機能が追加され、CMのイメージキャラクターに発売当時人気を誇っていたKinKi Kidsを起用するなど、1990年代初期と同様に派手な広告を展開した。リモコンのヘッドホン端子にステレオミニプラグを採用したことは、後にポータブルオーディオ市場に大きな影響を与え、ソニーがマイクロプラグから撤退する要因にもなった。
- RQ-SX15
  - 1996年2月発売。高速15倍速サーチ、前後3曲TPS搭載。連続再生時間が36時間（充電池と乾電池併用）と前モデル（RQ-SX11）と比較し機能が強化された。
- RQ-SX65V[9]
  - 1996年3月発売。業界初の「光る局見えリモコン」付属。25倍速サーチ&9曲TPSのさるとびサーチ採用。チューナー付きで薄さ20.9mmを実現。オートエリアバンク（41地域&JR）とオートメモリー対応。A/B面自動検出機能、deruカセ採用。チューナー付きで業界最長（当時）の52時間連続再生。
- RQ-SX40[9]
  - 1996年6月発売。フタをしっかり閉める頑丈なバックルロック&頑丈ボディを採用。25倍速高速サーチ、ブランクスキップ、1曲リピート、イントロスキャン、光る液晶リモコンを搭載。連続再生時間は40時間。
- RQ-SX25V[9]
  - 1996年6月発売。業界初の「光る局見えリモコン」付属。15倍速サーチ&9曲TPSのさるとびサーチ採用。チューナー付きで薄さ20.8mmを実現。オートエリアバンク（41地域&JR）とオートメモリー対応。40時間連続再生。
- RQ-SX70F[9]
  - 1996年7月発売。15倍速サーチ&9曲TPSのさるとびサーチ、ジョイントホン採用。ブランクスキップ、1曲リピート、イントロスキャン搭載。録音操作もできる光るリモコン付属。オートエリアバンク（41地域&JR）とオートメモリー対応。20時間録音、36時間連続再生。
- RQ-SX70R[9]
  - 1996年10月発売。SX70Fからチューナーを除いたモデル。20時間録音、40時間連続再生。
- RQ-SX60[9]
  - 1996年10月発売。ELバックライトが3色に光る、新光る液晶リモコンを採用。A/B面自動検出機能、本体側にくるピタホールドを搭載。40倍速高速サーチ(テンションコントロール機能付)。連続再生時間は65時間に向上。ワンタッチでふたが開くクイックderuカセ採用。
- RQ-SX60V[9]
  - 1996年12月発売。RQ-SX60にチューナーが付与されたモデル。充電器はアメリカ・カナダで使用できるセミワールドチャージャーに変更されている。連続再生時間は70時間に拡大される。
- RQ-SX20[10]
  - 1997年2月発売。高速25倍速サーチ、前後3曲TPS搭載。連続再生時間は45時間（充電池と乾電池併用）。ドルビーNRスイッチ式最終モデル。以降はボタン操作で切り替えとなる。
- RQ-SX30V[10]
  - 1997年8月発売。2重構造キャビネット採用の耐ショック頑丈ボディ。オートエリアバンクとオートメモリー、A/B面自動検出機能対応。45時間連続再生。
- RQ-SX75
  - 1997年10月発売。SロードHi-Fiインサイドホン初採用。基本機能に加え、ドルビーNRやリバースモード切替をリモコン側で操作可能な3色に光る新光る液晶リモコンを採用。業界最速(発売当時)の45倍速高速サーチ(テンションコントロール機能付)。連続再生時間は85時間。5分充電で2時間再生可能な急速充電器が付属。
- RQ-SX35[10]
  - 1998年2月発売。イヤホンを交換でき、音質切り替えができる4キーリモコンを採用。連続再生時間は51時間。
- RQ-SX65F[11]
  - 1998年3月発売。録音操作もできる光るリモコン付属。オートエリアバンク（41地域&JR）とオートメモリー対応。62時間連続再生。マイクからは30時間連続録音。内蔵チューナーからは22時間連続録音。
- RQ-SX55V[10]
  - 1998年4月発売。パワーチェッカー搭載。周波数の表示ができる「光る液晶リモコン」付属。65時間連続再生。
- RQ-SX85[10]
  - 1998年7月発売。薄型で丈夫なトランクフォルムボディ。発売当時世界最長の100時間連続再生を実現。薄型のELバックライト付フラットリモコン、しっかりとフタをロックするデュアルシェルロックを採用。高速サーチ機構は採用されず、サーチ速度は15倍速に低下。また充電器も急速タイプではなくなった(充電時間:約6時間)。1998年度グッドデザイン賞を受賞[12]。
- RQ-SX50[11]
  - 1999年2月発売。
  - 左右どちらの手でも開けやすい2ウェイシェルロック採用。ELバックライト付フラットリモコンを付属。連続再生時間は72時間。
- RQ-SX30[11]
  - 1999年4月発売され、音質切り替えができる4キーリモコンを搭載。連続再生時間は52時間。両機種とも電源オフ時でもボタン一押しでパイロットランプで電池残量を表示できる機能が搭載された。
- RQ-SX80V[11]
  - 1999年6月発売。フラットリモコン付属。2ウェイシェルロック採用。チューナー付きで発売当時業界最長の72時間連続再生。
- RQ-SX71[11]
  - 1999年11月発売。LEDバックライト付シースルー液晶リモコン、バランスの良いサウンドを再現する新インサイドホンが付属。曲間のヒスノイズを抑制するサイレントブランクを搭載。連続再生時間は80時間。
- RQ-SX91[11]
  - 1999年12月発売。機能美を追求した薄型デザインとカセットが取出しやすいスナップオープン機構を採用。連続再生時間は110時間。
- RQ-SX41
  - 2000年3月発売。ワンフィンガーリモコン付属。連続再生時間は52時間。音質切り替えボタン長押しでハイポジションならびにメタルテープ再生に対応するテープセレクター搭載。
- RQ-SX72[11]
  - 2000年10月発売。LEDバックライト付シースルー液晶リモコン、本体色に合わせた充電スタンドが付属。曲間のヒスノイズを抑制するサイレントブランクを搭載。連続再生時間は110時間。
- RQ-SX52[11]
  - 2001年2月発売。ワンフィンガーリモコン付属。テープセレクター搭載。連続再生時間は80時間。
- RQ-SX97F[11][13]
  - 2001年5月1日発売。光る液晶リモコン搭載。充電スタンド付属。オートリバース録音、2倍録音モード搭載。チューナー付き録再機で発売当時世界最長87時間連続再生。
- RQ-SX87V
  - 2001年6月1日発売[14]。充電スタンド、光るリモコン付属。5プリセットキー付FM（ワイド）&AMチューナー、ブランクコントロール、1フレーズサーチ搭載。チューナー付き再生機で発売当時世界最長89時間連続再生。
- RQ-SX73
  - 2001年10月1日発売[15]。LEDバックライト付リモコン、本体色に合わせた充電スタンドが付属。本体の誤作動を防ぐ「ホールド」と3つのLEDで電池残量を確認できる「パワーチェッカー」の2つの機能を備えた「ホールド&チェッカー」、サイレントブランクを搭載。連続再生時間は110時間。
- RQ-SX53
  - 2002年2月1日発売[16]。ワンフィンガーリモコン、充電スタンドが付属。連続再生時間は80時間。
- RQ-SX76
  - 2003年3月10日発売[17]。ステレオスピーカー付充電スタンド付属。A-Bリピート搭載。白黒リモコン(バックライトなし)付属。連続再生時間は110時間。
- RQ-SX46
  - 2003年4月10日発売[18]。ワンフィンガーリモコン付属。連続再生時間は60時間。
- RQ-SX93F
  - 2004年6月10日発売[19]。光る液晶リモコン搭載。チューナー付き録再機で世界最長88時間連続再生。
- RQ-SX59
  - 2005年3月10日発売[20]。ワンフィンガーリモコン付属。A-Bリピート搭載。連続再生時間は66時間。リモコン付属のモデルはこのモデルをもって最後となる。

### RQ-Vシリーズ
- RQ-V1[2]
  - 1984年発売。録音再生機。オートリバース搭載。
- RQ-V505[6]
  - 1988年9月発売。アナログ3バンドチューナー、XBS搭載。4トラック2チャンネルステレオ方式を採用。
- RQ-V35
  - 1994年11月発売。アナログチューナー、オートストップ搭載の廉価モデル。
- RQ-V40[9]
  - 1996年8月発売。アナログチューナー、XBS搭載の廉価モデル。
- RQ-V65[9]
  - 1997年8月発売。アナログチューナー、テープセレクター、オートストップ搭載のチューナー付廉価モデル。RQ-P35のチューナー付モデル。

### RQ-Pシリーズ
- RQ-P500
  - 1988年6月発売。テープ動作が音で確認できるピッピリモコン採用。1ボタンで全てのテープ動作が可能。
- RQ-P515[6]
  - 1988年9月発売。ドルビーB&C、XBS搭載。このモデルから、上位機種には4トラック2チャンネルステレオ方式を採用している。
- RQ-P505[6]
  - 1988年10月発売。テープ動作が音で確認できる多機能リモコン採用。RQ-P500のデザイン変更モデル。
- RQ-P525[6]
  - 1988年10月発売。ドルビーB&C、レベル可変式XBS搭載。4トラック2チャンネルステレオ方式を採用。
- RQ-P580[6]
  - 1988年12月発売。イヤホン部と本体が分離したコードレスモデル（ワイヤレスタイプ）。ドルビーB&C、3段階切り替え式XBS搭載。4トラック2チャンネルステレオ方式を採用。
- RQ-P300[5]
  - 1989年発売。カセットブック対応。
- RQ-P202
  - 1993年7月発売。3バンドグラフィックイコライザー、オートリバース搭載。メタルテープ対応の廉価モデル。
- RQ-P20
  - 1995年7月発売。連続再生時間は15時間。単3乾電池2本使用し、オートストップ搭載の廉価モデル。
- RQ-P35[10]
  - 1997年6月発売。連続再生時間は14時間。オートストップ搭載の再生専用廉価モデル。メタルテープ再生可能。
- RQ-P36
  - 1999年6月発売。P35の阪神タイガースデザインモデル。再生専用。RQ-P**では最後のテープセレクター仕様。

### RQ-SWシリーズ
愛称はSHOCK WAVE。VMSS回路は、従来当社機種に搭載されたバイブレーションサウンドの進化版。なおVMSS非搭載の機器での使用にはRP-HT930というステレオヘッドホンも発売されていた。
- RQ-SW20[9]
  - 1996年3月発売。タフなボディ（本体：JIS防まつ型、ヘッドホン：JIS防滴II型）VMSS、XBS、20局記憶できる2バンドチューナー搭載。
- RQ-SW44[9]
  - 1996年6月発売。RQ-SX40と本体デザインが共通だが、パワーアンプの変更、VMSS回路の追加などSX40とは内部基板の構成が異なる。液晶リモコンには対応しない。連続再生時間は38時間(ガム型ニカド充電池とアルカリ乾電池の併用時)
- RQ-SW5Z[9]
  - 1996年9月発売。タフなボディ（本体：JIS防まつ型、ヘッドホン：JIS防滴II型）XBS、2バンドアナログチューナー搭載。
- RQ-SW55[10]
  - 1997年6月発売。SW55はVMSS回路&振動アクチュエーター機構内蔵オープンエアーヘッドホンが付属。振動吸収ゴムを内蔵し、衝撃から内部基板やメカブロックを保護している。赤発光のELバックライト付液晶リモコンを採用。25倍速高速サーチ(テンションコントロール機能なし)。連続再生時間は45時間。
- RQ-SW50[10]
  - 1997年6月発売。SW55からヘッドホンがインサイドホンに変更されたモデルで、その関係で重低音回路がVMSSからS-XBSに変更された。
- RQ-SW55Z
  - 20000台限定。シルバーカムフラージュ。
- RQ-SW55V[10]
  - 1997年7月発売。SW55のチューナー搭載モデル。
- RQ-SW70[10]
  - 1997年9月発売。タフなボディ（本体：JIS防まつ型、ヘッドホン：JIS防滴II型）VMSS、XBS、20局記憶できる2バンドチューナー、光る液晶ディスプレイ、光を反射する「光るリフレクター」搭載。
- RQ-SW66V[10]
  - 1998年6月発売。タフなボディ（本体：JIS防まつ型、ヘッドホン：JIS防滴II型）VMSS”脳みそ”アニメーションディスプレイ、2バンドチューナー搭載。単3アルカリ電池1本で22時間再生。美しく虹色に光る「光るリフレクター」搭載。他機種・他メーカーのヘッドホンでは構造上プラグを差しづらい場合があり差せても水分から機器を守ることは出来ない。近年発売されているストレート型プラグであれば細身の物が多く差込みはほぼ可能。
- RQ-SW77[10]
  - 1998年7月発売。通称「liquid＋metal（リキッド＋メタル）」。RQ-SW55の後継モデル。VMSSが2段階に調整可能になり、光る液晶リモコンには振動状態の表示機能が追加された。サーチ速度は15倍速に低下。ただしアルカリ乾電池とニカド併用によりVMSS搭載にもかかわらず64時間の連続再生を実現。
- RQ-SW09V[11]
  - 1999年11月発売。VMSSクリップヘッドホン、4キーリモコン付属。単3アルカリ電池1本で28時間再生。

### RQ-CWシリーズ
本シリーズは再生専用の廉価版である。
- RQ-CW03[11]
  - 1999年6月発売。愛称はCHOT WAVE。連続再生時間は16時間。
- RQ-CW05
  - 2001年6月1日発売[14]。愛称はWOMO（ウォモォ）。オートリバースに対応。連続再生時間は24時間。2001年度グッドデザイン賞受賞[21]。
- RQ-CW02
  - 2002年2月1日発売[16]。愛称はCHOT WAVE。連続再生時間は24時間。カタログ上に最後まで残った機種でもある。RQ-P35の後継でデザインに共通点が多数存在する。XBS搭載。ノーマルポジションテープ専用。

### RQシリーズその他
- RQ-SJ1[1]
  - 1982年発売。ワールドWayシリーズ。
- RQ-WJ1[1]
  - 1982年発売。ワールドWayシリーズ。
- RQ-KJ1[1]
  - 1982年発売。ワールドWayシリーズ。
- RQ-R1[1]
  - 1983年発売。オートリバースを初搭載。
- RQ-R2[1]
  - 1983年発売。
- RQ-SR20[4]
  - 1986年発売。
- RQ-JR4[4]
  - 1986年発売。
- RQ-DP7[8]
  - 1993年6月発売。ポータブルDCCプレーヤー。再生専用機。
- RQ-DR9
  - 1994年9月発売。ポータブルDCCレコーダー。録音再生機。
- RQ-E30V[11]
  - 1998年6月発売。シンセチューナー、オートリバース搭載のチューナー付廉価モデル。
- RQ-CR18V
  - 2002年6月10日発売[22]。シンセチューナー、オートリバース搭載の廉価モデル。

### RXシリーズ
- RX-S70[1]
  - 1983年発売。
- RX-S30[1]
  - 1984年発売。
- RX-S40[2]
  - 1984年発売。
- RX-S45[2]
  - 1984年発売。
- RX-S35[2]
  - 1984年発売。
- RX-1920[2]
  - 1984年発売。
- RX-SA10[2]
  - 1984年発売。
- RX-S41[2]
  - 1985年発売。
- RX-SA11[4]
  - 1985年発売。2バンドチューナー内蔵
- RX-HD10[4]
  - 1986年発売。Wデッキ搭載。
- RX-SA75[4]
  - 1986年発売。
- RX-SR24[4]
  - 1986年発売。
- RX-SA79[5]
  - 1988年発売。
- RX-SR550[5]
  - 1988年発売。録音再生機。

## テープレコーダー一覧
- RQ-2112
  - 1990年7月発売。8 cmスピーカー搭載のポータブルカセットレコーダー。
- RQ-8149
  - 1991年5月発売。2倍録音モード搭載。視覚障害者用。
- RQ-8150
  - 1994年6月発売。視覚障害者用。

### RQ-Aシリーズ
- RQ-A305[6]
  - 1988年10月発売。アナログ3バンドチューナー搭載の録再モデル。多機能リモコン、4トラック2チャンネルステレオ方式を採用。AR40メカ
- RQ-A175[8]
  - 1993年11月発売。アナログチューナー搭載のテレコタイプ。モノラルマイク・スピーカー内蔵、ワンポイントステレオマイク・ベルトクリップ付属。録音・チューナー搭載。メタルテープ再生可能。HRC24メカ使用。標準価格15,800円(1993年11月)
- RQ-A180
  - 1996年6月発売。録音・チューナー搭載。
- RQ-A300
  - 2000年2月発売。録音・チューナー搭載。
- RQ-A320
  - 2003年6月10日発売[23]。3倍録音モード搭載。チューナー内蔵。

### RQ-Lシリーズ
- RQ-L306
  - 1990年6月発売。ACバイアス録音方式の入門機。
- RQ-L230
  - 1991年6月発売。廉価版。
- RQ-L500
  - 1992年7月発売。ステレオ録音・再生。静音化設計の薄型多機能機。
- RQ-L400
  - 1992年11月発売。録再オートリバース。再生スピード20%アップの早聞き再生。
- RQ-L344
  - 1993年1月発売。可変式再生速度コントロール（－15%～+25%）。
- RQ-L308
  - 1993年5月発売。入門機。
- RQ-L200
  - 1995年10月発売。ダブルマイク搭載。
- RQ-L100
  - 1996年4月発売。入門機。
- RQ-L25
  - 1999年7月発売。2倍録音モード搭載。
- RQ-L70
  - 2000年12月発売。ステレオスピーカー&マイク内蔵。
- RQ-L26
  - 2002年3月10日発売[16]。3倍録音モード搭載。
- RQ-L11
  - 2002年3月10日発売[16]。RQ-L26から3倍録音モードなどを除いたモデル。
- RQ-L470
  - 2004年4月10日発売[24][25]。A-Bリピート、スピードコントロール搭載。ステレオスピーカー&マイク内蔵。大型LCD、録再オートリバース搭載。

## リモコンについて
- 「リモコン操作コマンド」と呼ばれるワンキー操作のリモコンに共通の操作コマンドがあり、再生・停止は1回押し、早送り（FF）は2回押し、巻戻し（REW）は3回押し、A面/B面反転は再生中に1秒以上押しである。
- チューナー付きモデルでは、チューナーonは停止中に1秒以上押し、選局（プリセット選局）は2回押しで>、3回押しで<、バンド変更はチューナーon時に1秒以上押し、チューナーoffはチューナーon時に1回押しである。
- 録音モデルでは、停止中（あるいはチューナーon時）に4回押しすると録音スタンバイモードになり、直後に1秒以上押すと録音開始し、録音時に1回押すと停止する。録音スタンバイキャンセルは録音スタンバイモード時に1回押すとキャンセルされる。なお、RQ-SX65Fでは、LIGHTキーを押しながら押すとすぐに録音を開始する。同機種では録音時にSOUND SELキーを押すと、録音タイムカウンタ表示に切り替わる。
- アクセスリモコンでは再生・停止・早送り・巻戻し・A面/B面反転はワンキーで行い、早送り・巻戻しはアクセスキーを用いる。複数曲の頭だしはスキップ時に飛ばす曲数分の回数を押すことで可能となっている。チューナー付きモデルでは、チューナーon・チューナーoff・選局・バンド変更はワンキーで行い、選局はアクセスキーを用いる。
- クリップは液晶型リモコンの機種のみに付属されている。光るリモコン以降はクリップとリモコンが一体化している。非液晶型リモコン全てにOPRランプを搭載している。

### インサイドホン
Uロードインサイドホン
主にSシリーズの初期モデルや廉価モデルに搭載されている。ステレオに対応。
新Uロードインサイドホン
Uロードインサイドホンをリニューアルしたもの。主に4トラック2CHステレオに対応した機種に採用されている。
UロードHi-Fiインサイドホン
Sシリーズ初期の上位機種やS45以降発売されたモデル（廉価モデルを除く）に標準で採用した。主に高音質化され、通気口が新たに採用された。
ぴったりホン（ツインロードHi-Fiインサイドホン）
UロードHi-Fiインサイドホンをベースにしており、新たに耳のサイズに合わせた可変が可能になった。バイブレーションサウンド対応バージョンや抗菌対応バージョンもある。
新ぴったりホン
ぴったりホンのリニューアルバージョンで、主にデザインが変更され、ジョイントホン初対応。1996年以降の廉価モデルではオプションとなった。
SロードHi-Fiインサイドホン
設計、デザインが見直されており、通気口の位置が変更された。別売りバージョンはデザインが異なる。
新SロードHi-Fiインサイドホン
通気ダクト、通気口、デザインが改良され、重低音の抜けがさらに良くなっている。主に高音質化が図られた。主にD-SOUND対応製品に付属している。

### シグナルリモコン系
パナソニックの製品では、複雑な操作体系を避けるため、ワンキー操作を特徴としていた。全てのリモコンに、「リモコン操作コマンド」と呼ばれるワンキー操作の共通の操作コマンドが使用可能で、操作時にビープ音が鳴るようになっている。
シグナルリモコン（1989年）
基本操作はワンボタンのみで行なうというシンプル設計。ワンボタンによって一通りの操作が可能である。
基本的にはUロードインサイドホンだが、上位機種のみUロードHi-Fiインサイドホンを採用している。両方のバージョンは別売りされた。
見えるリモコン（1990年）
液晶表示機能を搭載し、本体の使用状態が一目で確認できるようになった。白黒液晶搭載に伴い、リモコンの重量が増加してリモコンが下に垂れるのを防ぐため、クリップが付属している。UロードHi-Fiインサイドホンを採用している。
ASC（アメニティ・サウンド・コントロール）リモコン（1991年）
シグナルリモコンをベースに、「ASCスイッチ」の追加とボリューム調節のダイヤル化及びデザインの改良が行われ、基本操作以外の操作体系の見直しが図られた。デザインはシグナルリモコンを踏襲しているが、凹凸部分が除かれて丸みを帯びた。「ASCスイッチ」は街角ポジションと電車ポジションとの切り替えのみであり、ライブポジションやS-XBSとの併用が可能。 UロードHi-Fiインサイドホンを採用している。
音見えリモコン、局見えリモコン（1991年）
テープ再生時の音符表示機能とチューナー使用時のバンド及び周波数表示機能が追加された。EQ切り替えやASC切り替えはボタン操作に変更され、全ての切り替えは「ASC EQボタン」に集約された。 連続再生時間2時間で液晶表示にマークが付くようになった。 UロードHi-Fiインサイドホンを採用している。
音見えリモコンは、RQ-S60Vに接続してチューナー使用や周波数表示することができる。これは、音見えリモコンと局見えリモコンが同じ仕様であるため。尚、非公式であるが、RQ-S70との接続にも対応している。
液晶表示機能の利便性が好評を博したため、翌年に発売された当社のポータブルCDプレーヤーではCD時間表示機能を搭載し、ASC EQボタンを除いた仕様の液晶リモコンが付属した。
新ASCリモコン（1992年）
ASCリモコンのマイナーチェンジバージョン。デザインは扁平となり、録音操作対応、街角ポジション非対応となった。「ASCスイッチ」は「ASC EQスイッチ」に名称変更され、S-XBSと電車ポジションとの切り替えが可能になった。ライブポジションとの併用が可能。 UロードHi-Fiインサイドホンを採用している。
新・音見えリモコン（1992年）
音見えリモコンのマイナーチェンジバージョン。色は灰色（ボタンは黒色）となり、TPS機能対応、表示は再生専用の仕様となった。尚非公式であるが、RQ-S60との接続に対応している。連続再生時間表示は1時間ごとに数字のマークが付くようになり、最大で3時間まで表示されるようになった。 UロードHi-Fiインサイドホンを採用している。
すっきりリモコン（1993年〜）
シグナルリモコンをよりコンパクトでおしゃれな形状にした。機能はシグナルリモコンを踏襲しているが、新たに絡みにくいコードと頭出し機能に対応し、ボリューム調節がダイヤル化された。登場当初はUロードインサイドホンのみであったが、1994年以降はぴったりホンを採用した。UロードHi-Fiインサイドホンを採用したバージョンもある。これら3種類は別売りされた。
新・液晶リモコン（1993年）
新・音見えリモコンのリニューアルバージョン。テープの走行状態がアニメーションで表示されるようになったが、新・音見えリモコンと比べて機能が大幅に弱体化したことや、リモコンの相互性の低さに加えて、3曲TPSに非対応であることから、高い評価は得られていない。初めてぴったりホン（ツインロードHi-Fiインサイドホン）に対応した。連続再生時間表示は数字で表示されるようになり、最大連続再生時間まで表示が可能になった。

### アクセスリモコン系
頭出し機能に対応するために登場した。従来からの「リモコン操作コマンド」を踏襲しており、そこにアクセスキーを用いることによって操作の幅を利かせている。
アクセスリモコン、3キーリモコン（1993年）
3キーを搭載しているのが特徴で、これにより、キュー&レビュー機能の使用や3曲頭出しが可能となった。従来から搭載されていたEQ切り替えが除かれた。液晶を搭載していないため、OPRランプが搭載されている。当初はUロードHi-Fiインサイドホン採用バージョンのみであったが、1994年以降はぴったりホンを採用（同社製ポータブルCD SL-S180など）し、1995年以降は抗菌対応ぴったりホンを採用した。いずれも別売りされた。
新アクセスリモコン（1994年）
ASC EQボタンが追加され、デザインもアクセスリモコンとは一線を画している。ASC EQボタンは押し続けることで、1曲リピート切り替えが可能。液晶を搭載していないため、OPRランプとASC EQランプが搭載されており、ASC EQランプはアクセスランプと兼用になっている。ぴったりホンを採用。
アクセス液晶リモコン（1994年）
同年夏に発売された同社のポータブルCDプレーヤーに付属していた3キー液晶リモコンをヘッドホンステレオ仕様にして、バイブレーションサウンド対応ぴったりホンを搭載した。液晶画面はRQ-S75に搭載された新液晶リモコンを踏襲しているが、音見えリモコン（局見えリモコン）以来久しぶりにチューナー表示に対応し、アクセス表示にも対応した。3曲TPSにも対応。付属クリップがワニグチ型に変更された。
バイブレーションサウンドをONにした場合は強制的にS-XBSのON・OFFのみの選択になり、ASC EQボタンでの他のポジションとの切り替えができない。
光るリモコン（1995年）
デザインは従来からのものを踏襲していない。液晶型リモコンでは初めてELバックライトと蓄光素材を搭載した。クリップはリモコンに内蔵され、ぴったりホンは抗菌対応になった。新たに電池残量表示機能が追加されたがRQ-SX33のみで、RQ-SX22Vには追加されていない。

### ジョイントホン対応リモコン
光るリモコン（1995年）
同年春に登場した光るリモコンのマイナーチェンジバージョン。新たにジョイントホンに対応し、デザインも刷新された。RQ-S75以来久しぶりにチューナー表示に非対応。ELバックライトを搭載しているが、同社のポータブルCDプレーヤーに付属していたものには、ELバックライト非搭載のバージョンもある。
新・光るリモコン（1996年）
デザインが大きく変更され、ステレオミニプラグ側に液晶画面、本体側に操作ボタンに分けられた。様々な機種にも付属したため、他機種との相互性が低くなった。同社のポータブルCDプレーヤーにも付属していた。
フラットリモコン（1998年）
薄い、小さいのが特徴で、デザインも大きくリニューアルされた。当社のポータブルCDプレーヤー、ポータブルMDプレーヤーに付属していた。薄型化に伴ってクリップは内蔵されておらず、クリップは付属というかたちになった。
4キーリモコン（1998年）
基本動作のほか、音質切り替えが可能となりジョイントホン対応である。主に廉価モデルに付属している。
光るシースルーリモコン（1999年）
液晶画面が透けて見えるのが特徴でクリップも内蔵されている。一連の動作が可能となっている。バックライトはELバックライトからLEDバックライトに変更されている。
ワンフィンガーリモコン（2000年）
親指だけで操作しやすいよう、基本動作のみをコンパクトに集約している。ジョイントホンに対応しているが、音質切り替えができなくなった。廉価モデルを中心に最終モデルまで付属しているが、機種によっては相互利用できない。（例として、RQ-SX41用のワンフィンガーリモコンではRQ-SX59を操作することはできない。その逆も同じ。）
光るリモコン（2001年）
光るシースルーリモコンのマイナーチェンジ版で液晶画面が通常のものとなった。

### ワイヤレス型リモコン
ポケットリモコン（1992年）
電波でコマンド信号を送信するシステムになっている。ボリューム調節は初めてボタンとなった。ASC EQボタンとライブポジションボタンは別々に配置され、従来通り併用が可能。頭出し機能にも対応している。
コバンザメリモコン（1993年、1994年）
デザインがシンプルになり、本体へ格納が可能になった。ライブポジションボタンはASC EQボタンに集約された。頭出し機能に対応。
2代目モデルでは3曲TPSに対応し、ライブポジションと他のポジションとの併用が不可能になった。また、バイブレーションサウンドをONにした場合は強制的にS-XBSのON・OFFのみの選択になり、ASC EQボタンでの他のポジションとの切り替えができない。

## EQ（イコライザー）について
- RQ-S35以前は、S-XBSと電車ポジションとの併用が可能。
- RQ-S35とRQ-S35Vに至っては、S-XBS（mode1 or mode2）×電車ポジションor街角ポジション×ライブポジションによって組み合わせることができるので、合計で18通りの組み合わせが可能。
- RQ-S60以降S-XBSは1段階のみになり、S-XBS、電車ポジション、街角ポジション（RQ-S60, RQ-60V, RQ-80, RQ-S70のみ）×ライブポジションとの組み合わせに変更された。
- RQ-SX3以降はライブポジションとの併用が不可能になり、RQ-SX33以降はライブポジションに対応しなくなった。
- 室内ポジションはEQパターンはフラットであるが、RQ-S70以降はASC EQスイッチOFF時にEQ回路に電気信号を送信しないので、室内ポジションには対応していない。
- バイブレーションサウンドについては、スイッチON時にS-XBSの切り替えしかできない。S-XBSの拡張仕様という意味合いが強い。VMSSではS-XBSとの併用ができなくなった。

主なEQモードは以下の通り。
室内ポジション
RQ-S70以降は搭載されていない。
XBS/S-XBS
RQ-S60以降は1段階のみ。
電車ポジション、ライブポジション
機種によっては他のEQモードとの併用が可能。RQ-S35やRQ-S35Vよりも前に発売された機種、下位機種、RQ-SX33以降の機種では搭載されていない。
街角ポジション
RQ-S35, RQ-S35V, RQ-S60, RQ-S60V, RQ-S80, RQ-S70のみ搭載。
バイブレーションサウンド回路
RQ-SX5, RQ-SX5V, RQ-SX7のみ搭載。対応ヘッドホンが必要。
VMSS回路
対応ヘッドホンが必要

## ベルト交換について
主にAR90系メカとAR10系メカに大別される。
- AR90系メカ RQ-SX22V（1995年6月発売）までに発売されたモデル
  - ゴムベルトは1本使用する。太さは0.5 mmだが直径は64 mm〜68 mmおよび75 mmである。64 mm〜68 mmのモデルには65 mmのベルトが使用できる(例外あり)
  - ゴムベルトを使用しているメカ部は基板で覆われているため、はんだを取り基板を外す必要がある。基板を外さなくても交換は可能だが、手間はかかり、故障のリスクは高い。後期のモデル(1994年モデル、RQ-SX3から)はヘッドブロックが取り外せるため、はんだを取る作業が減っている。
- AR10系メカ RQ-SX55（1995年9月発売）以降のモデル
  - ゴムベルトは2本使用する。直径は30 mmと24 mmそれぞれ1本ずつ、太さは0.5 mmのものを使用する。ただし、RQ-SX60以前に発売されたモデルとRQ-SX46,RQ-SX59はA面側のフライホイール径が異なるため、RQ-SX60以前に発売されたモデルには直径31 mm、RQ-SX46,RQ-SX59は直径32 mmのものを使用する。
  - 左のフライホイールとプーリーに取り付けるものに30 mm径のベルト、モーターとフライホイールに取り付けるものに24 mmのベルトを取り付ける。
  - ゴムベルトを使用しているメカ部は基板で覆われているため、はんだを取り基板を外す必要がある。基板を外さなくても交換は可能だが、手間は掛かり、故障のリスクは高い。また、ヘッドブロックは取り外せるため、はんだを取る作業が減っている。ただし、RQ-SX46,RQ-SX59は基板にハンダ固定されている。
  - 長時間再生のためにモータートルクが小さいモーターを使用していることから、径が小さいベルトを使用するとテープが巻きとられないなどの走行不良を起こすため、注意が必要である。
  - AR90系、AR10系メカのどちらもモーターの回転部が狭いため、太いベルトを使用するとモーターが動作しなくなる。
  - AR90系、AR10系メカのどちらも基板上のオートリバース切り替えスイッチが折れやすいため注意が必要である。尚、スイッチが折れてしまうと反転動作を電池がなくなるまで繰り返すためスイッチや基板を交換する以外再起不能となる。
- AR40系メカ RQ-Jシリーズなど
  - ゴムベルトは太さ0.5 mm、直径65 mmを1本使用する。
  - RQ-JA、RQ-SA、RQ-A、RQ-P、RQ-Vシリーズ等は上記のAR系メカには属さないため(一部例外あり)使用するベルトは機種ごとに異なる。

## AR10系メカについて
- 走行不良

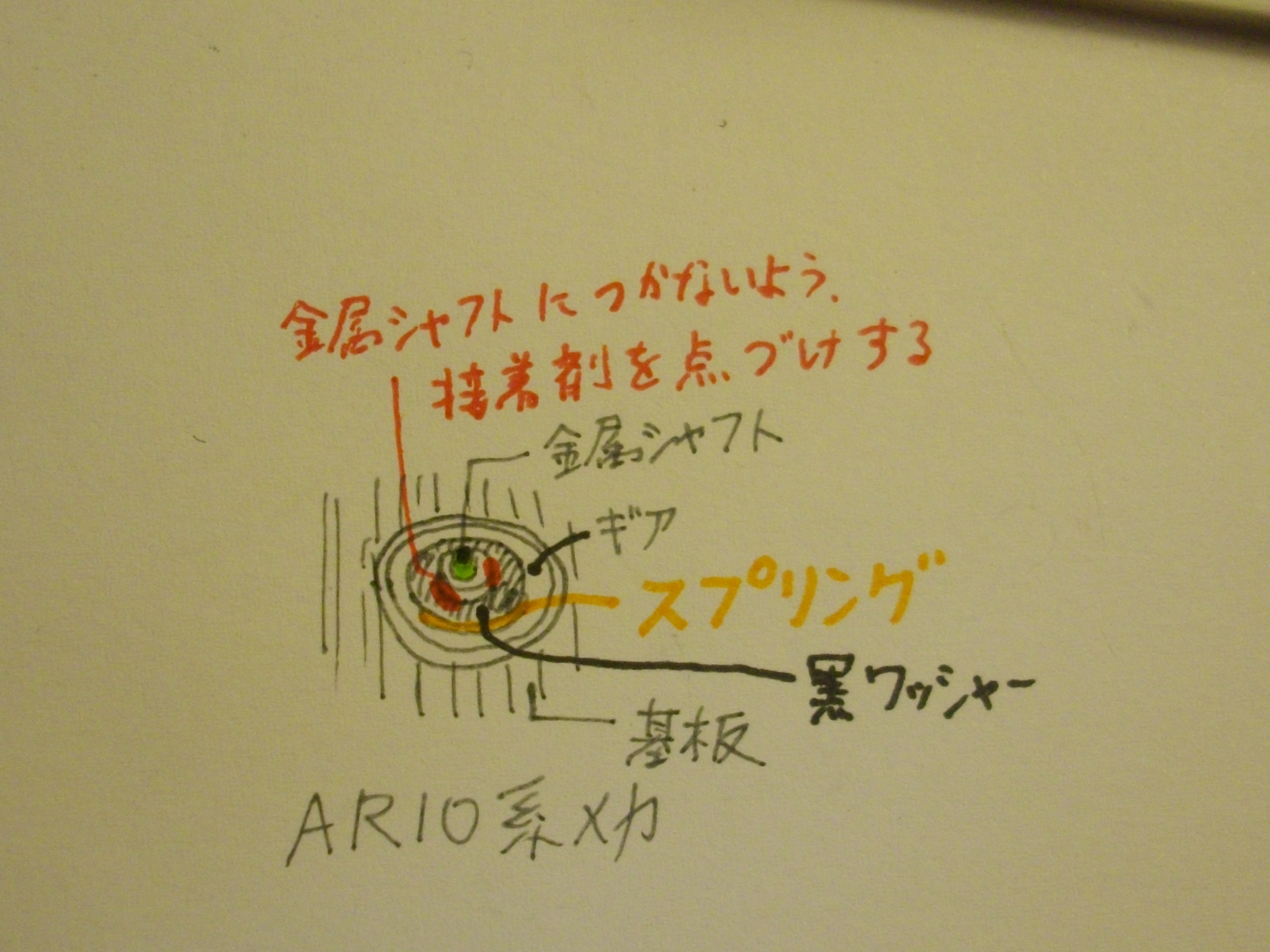
AR10系メカのバネ固定参考図

  - AR10系メカの場合、高年式モデルを中心にメカ中心部にあるギアの圧着バネが外れてしまう状態になる場合がある。このような状態の場合、ベルトに問題がなくてもテープの巻き取りに悪影響を及ぼす。具体的な症状として、テープが緩く巻き取られる、古いテープなどトルクが必要なテープが巻きとられず途中で反転したり停止する、テープがピンチローラーに巻き込まれてしまいテープがワカメ状になるなどの症状が頻発する。これらの症状を防ぐために圧着バネを瞬間接着剤で固定する（基板を外す必要はない）。外れた圧着バネは径が大きい方をギア側にして黒ワッシャごと押しこめば一時的に固定される場合が多いので固定された時に瞬間接着剤を1～2滴ほど図のように白い軸と黒ワッシャのみが固定されるよう垂らす。このとき瞬間接着剤の量が多いと金属シャフトまで接着され、正常に動作しなくなるので金属シャフトにはつかないよう動作確認を行いながら固定すること。接着は瞬間接着剤を爪楊枝などに少量とり、点づけ接着が一番失敗の少ない方法である（このギアは上部の黒いギア、上記説明文の白い軸もギアとなっておりこの2つは独立して動く二重構造になっているため）。写真はRQ-SX60のものだが、AR10系メカは写真とほとんど同じである。なお、正規の修理法ではないので自己責任の下で修理を行うこと。使用頻度が高い場合は割りと保証期間内に外れることもあった。
- 駆動音がかなり大きくなる
  - AR10系メカの場合、最近のモデルでも再生時の駆動音がやたら大きくなり音楽を聴いていても駆動音がはっきりと分かる状態になる場合がある。そのような状態の場合、モーターとフライホイールに通っているゴムベルトが緩んでいることが多い。対処法としてゴムベルトの交換が必要になる。具体的には上記ゴムベルト交換を参照。ゴムベルトを交換しても改善されない場合はギアにプラスチック用低粘度グリスを少量注油する方法がある。

## 注意点
- C-100分以上のテープは使用すべきでない。リバース機では絡まる恐れがあり、そうでなくてもモータートルクが負けて停止することがある。なおパナソニックのヘッドホンステレオのリファレンステープはNA/PX(TDKのAEと同じ)のC-60である。
- RQ-S70のリモコンをRQ-S60Vに接続した場合は、テープ使用時は問題なく操作は行えるが、チューナー操作には対応していないためチューナー時の表示はできない。また、RQ-S75に接続した場合は音符表示はできない。逆にRQ-S75のリモコンをRQ-S60, RQ-S70, RQ-S80に接続した場合はEQ選択は3つしか行えず、RQ-S60Vに接続した場合はRQ-S70のリモコンと同じ症状が出る（RQ-S75でも同じ症状）
- 曲飛ばしTPSに対応していないリモコンで曲飛ばしTPS対応機種に接続した場合は、その機能を用いることはできない。その逆もできない。
- バイブレーションサウンド対応ヘッドホンを他機種に接続しても専用回路を搭載していないので音質の向上には繋がらない。
- EQは搭載されていないものは設定しても効果は現れない。
- ワイヤレスリモコンは他機種との互換性は無いので、上記の裏技には対応しない。
- 1998年からの機種で、カセット、CD、MD 3種類のプレイヤーで区別が付きにくい液晶リモコン(フラットリモコン)が付属した時期もあり、買い替えなどにはもちろん注意が必要だった。購入時の製品化粧箱があるとリモコン品番が分かりやすい。ただ、液晶表示はNGだったが、操作だけはカセットとCDは共通であり、リモコンを流用可能であった。
- ガム型のニッケル・カドミウム電池、ニッケル水素電池はパナソニック製ならパナソニックの純正充電器か数十mAh程度の定電流充電で充電すべきである。ソニー製充電器で充電すると、急速充電タイプでは破裂や変形のおそれがある。なお、RT-BP61やHHF-AZ01SはソニーのNC-6WM、NH-10WM、NH-14WM等と互換性があり、使用は可能である。